# Cracovia (piłka siatkowa)
Cracovia – polski klub siatkarski z siedzibą w Krakowie. Obecnie sekcja siatkówki nie istnieje.

## Sukcesy

### Siatkarze
- Mistrzostwo Polski:
  -  1. miejsce: 1933
  -  2. miejsce: 1934
  -  3. miejsce: 1931, 1932
- Puchar Polski:
  -  1. miejsce: 1935
  -  2. miejsce: 1934
  -  3. miejsce: 1932, 1933

### Siatkarki
- 1. miejsce w rozgrywkach okręgu: 1929, 1930